# Zoigl

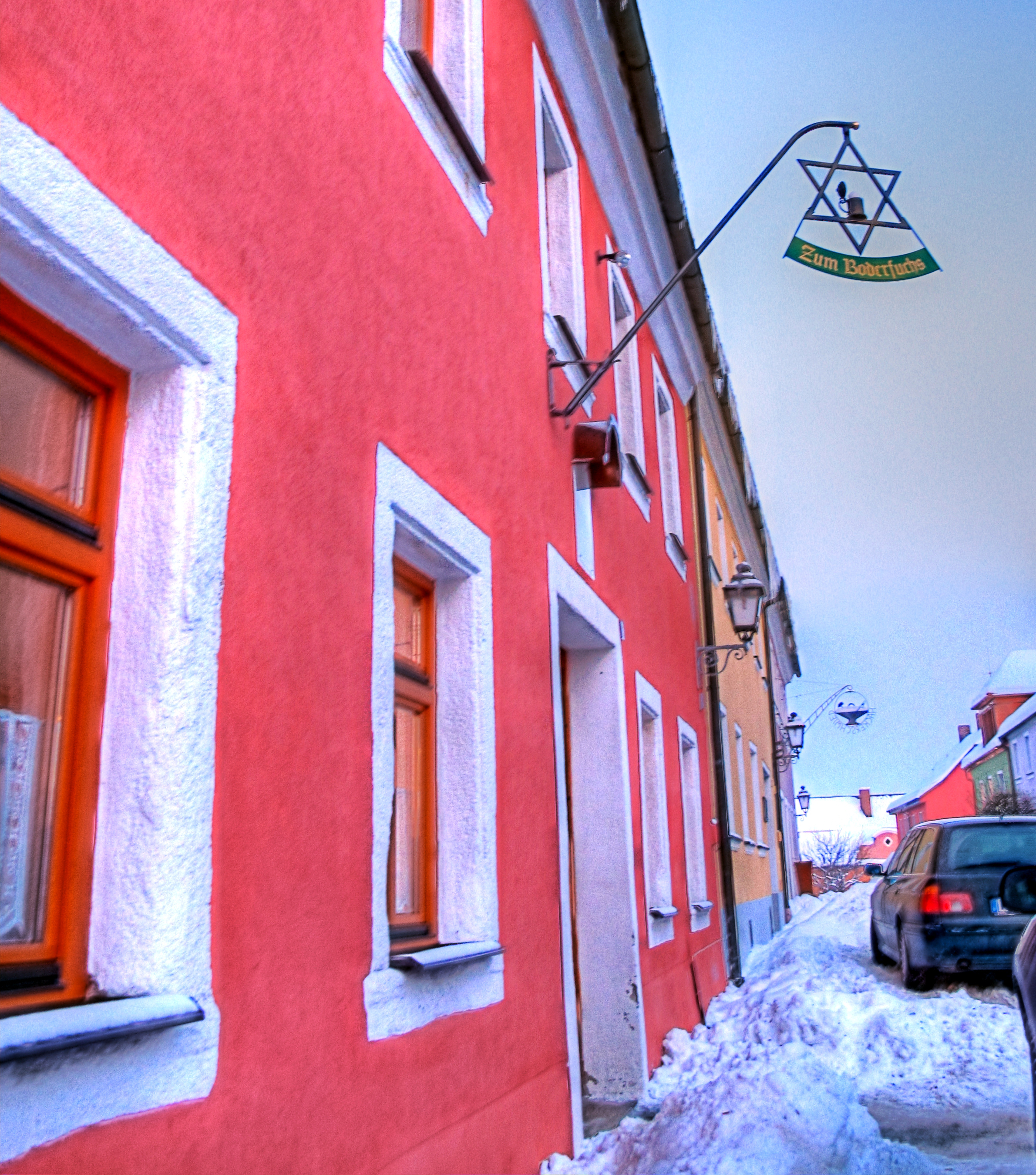
Het sterteken aan een typische Zoiglstube

Zoigl (ook Zeugl of Kommunbier) is een Duitse biersoort van lage gisting. Deze biersoort heeft zijn oorsprong in Oberpfalz, een regio in het noordoosten van Beieren.

## Geschiedenis
Zoiglbier werd gebrouwen in een brouwhuis dat eigendom was van de gemeente of van een vereniging van brouwers en daarna voor rijping en lagering gebracht naar de private kelders van de brouwer (vandaar ook de benaming Kommunbier). Zodra het bier klaar was, werd het getapt direct uit de lagertanks in de private woning van de huisbrouwer. Aan de gevel werd het ✡-symbool gehangen om aan te geven dat er bier was. Zodra het bier op was, werd het teken doorgegeven aan de volgende brouwer.
De benaming Zoigl komt van het Duitse woord Zeichen in het dialect omgezet naar Zeigel om uiteindelijk tot Zoigl vervormd te worden. Het zeshoekig teken is al te vinden in een boek uit 1403 en er zijn bewijzen dat er reeds gemeenschappelijke brouwhuizen bestonden voor 1400. Het woord Zeigl komt de eerste keer voor in documenten uit 1508. In een document uit 1854 worden 75 dorpen genoemd uit Oberpfalz waar gemeenschappelijke brouwhuizen waren. Tegenwoordig zijn er nog vijf actief.
De zeshoekige ster die gelijkt op de davidster was het teken dat de brouwers in de middeleeuwen gebruikten voor de drie elementen water, aarde en vuur en de drie ingrediënten water, hop en mout (gist was toen nog niet gekend).

## Zoigl in deze tijd en in Nederland
Er zijn nog vijf plaatsen in Oberpfalz waar het bier gebrouwen wordt volgens de traditie in een gemeenschappelijk brouwhuis, namelijk Eslarn, Falkenberg, Mitterteich, Neuhaus (sinds 1415) en Windischeschenbach (sinds 1455). Deze bieren dragen het "Echter Zoigl"-label. Elke brouwer maakt het bier op ongeveer dezelfde manier maar door het gebruik van de eigen recepten van de brouwers smaakt het overal anders.

Zoigl is geen geregistreerd handelsmerk, dus wordt het bier ook geproduceerd door verschillende grote brouwerijen en niet alleen in deze vijf dorpen. Met de toenemende consumptie van craft beer in Nederland groeit ook de aandacht voor bierstijlen met een traditie en een verhaal. Zoigl is nog relatief onbekend in Nederland, maar wordt wel gebrouwen, maar ook in Nederland wordt Zoigl gebrouwen. Brouwerij De Molen uit Bodegraven bracht het op de markt onder de naam Feuer & Wasser. Brouwerij STOKED! uit Bergen brouwt een Zoigl-bier, maar gaat verder in het terugbrengen van de traditie. Bij meerdere van hun verkooppunten, hun zogenaamde "Zoigl-stubes", komt het buiten hangende bord, compleet met zeshoekige ster bij de deur terug. Het televisieprogramma BinnensteBuiten van de KRO-NCRV besteedde hier ook aandacht aan.